# Roată

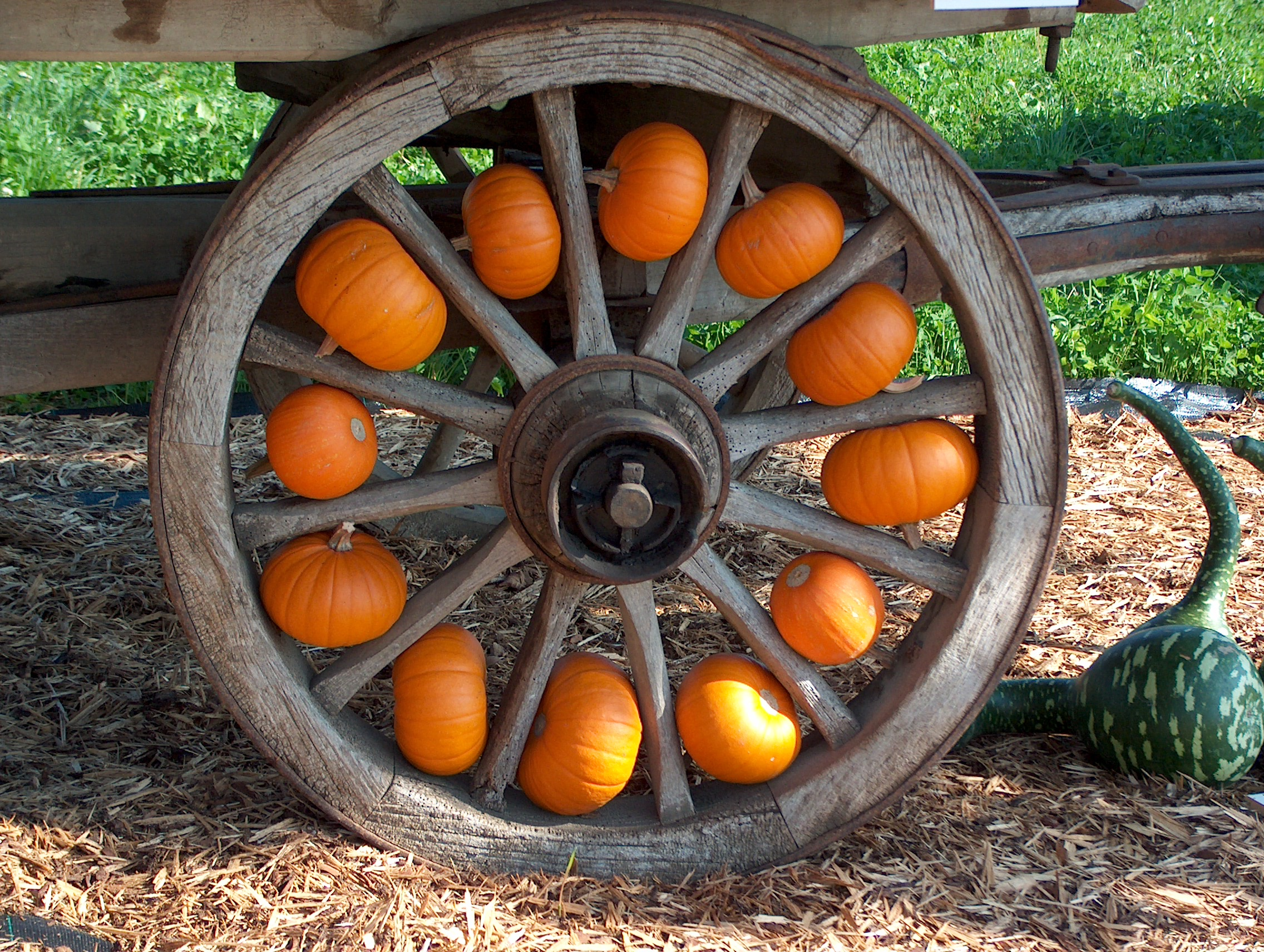
Roată "rustică"

O roată este un dispozitiv circular cu spițe sau prin care poate fi rotit în jurul propriei sale axe. Roata poate transmite o forță prin efectuarea de lucru mecanic, caz în care ia naștere mărimea fizică numită moment cinetic, ambele fiind forme (teoretice) de transmitere a energiei mecanice. Un ansamblu mecanic format dintr-o roată și un ax solidar acesteia se pot roti cu pierderi mai mici datorate frecării, favorizând și ușurând totodată mișcarea liniară prin trecerea acesteia într-una circulară. Exemplele cele mai comune se găsesc la vehiculele destinate transporturilor pe uscat. De asemeni roata are, ca organ de mașină, o largă utilizare in construcția mecanismelor și utilajelor mecanice. Termenul „roată” poate fi folosit și în sens mult mai general, fiind dat la diferite obiecte care se pot roti sau care doar au formă circulară, de roată.

## Istoria roții
Cuvântul din limba română care desemnează roata provine din latinescul rota, despre care se crede că este originar din cuvântul proto-indo-european ''rotā''-, forma extinsă a rădăcinii *ret-, care semnifică "a se roti/învârti".
În mod notabil nu există roți macroscopice în animale sau plante, deși multe animale terestre (se) pot rula aidoma unei roți, dar roți microscopice există în natură, așa cum sunt cele din ATP synthase și bacteriile flagellum.

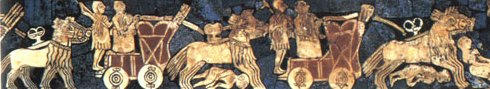
Care de război folosite în Bătălia orașului sumerian Ur (circa 2.600 î.Hr.)

Există foarte multe opinii care consideră roata una dintre cele mai vechi și importante invenții care își are originea în anticul Sumer în Mesopotamia ulterioară acestuia (acum circa 7.000 de ani), în forma inițială de roată a olarului. Invenția roții s-a propagat spre zona unde astăzi se găsesc Pakistan și India, în timpul mileniul al III-lea î.e.n., fiind folosită de locuitorii a ceea ce numim civilizația Văii fluviului Indus. În partea nordică a Caucazului au fost descoperite mai multe morminte, datând din jurul datei de 3.700 î.e.n., în care s-au găsit oameni îngropați în vehicule cu roți, cu o axă.  Cea mai veche reprezentare a unui vehicul cu patru roți și două axe a fost descoperită în Polonia, fiind datată aproximativ acum 5.500 de ani.
În spațiul european, roata începe să fie folosită prin 4.000 î.Hr.
Extinderea acesteiai este conditionata de construirea unor drumuri pe care vehiculele cu roti sa poata fi folosite pe distante lungi.
Roata stă la baza unor altor invenții ulterioare ca: roata de moară, elicea, motorul cu reacție, turbina ș.a.